# Kamil Zieliński (lekkoatleta)
Kamil Zieliński (ur. 17 stycznia 1989) – polski lekkoatleta, średniodystansowiec.
Zawodnik KB Sporting Międzyzdroje największy sukces w dotychczasowej karierze odniósł podczas mistrzostw Polski seniorów (Bydgoszcz 2009), kiedy to wywalczył złoty medal na 1500 metrów.

## Rekordy życiowe
- bieg na 1500 m – 3:42,99 (2009)
- bieg na 800 m - 1:51.74 (2007)
- bieg na 1500 m - 3:43.09 (2007)
- bieg na 3000 m - 8:11.92 (2007)
- bieg na 2000 m - 5:32.49 (2006)
- bieg na 1000 m - 2:29.74 (2006)
- bieg na 600 m - 1:29.73 (2004)[1]